# Hypotermi
Hypotermi (græsk hypo-, under og thermia, varme) er underafkøling af kroppen således, at kropstemperaturen falder til under de normale 37° C. Ved en temperatur på 35° C, får man i en tilstand med rysteture, manglende koncentrationsevne og træthedsfornemmelse. Fortsætter kropstemperaturen med at falde, kan tilstanden være dødbringende.
Årsagen til nedkølingen er typisk, at man enten nedkøles af vand (f.eks. flygtende fra et skibshavari) eller, at man tilbringer for lang tid udendørs i forhold til sin påklædning (f.eks. i frost- snevejr eller hvis man sveder ved f.eks løb og man ikke får noget varmt tøj på). Flere sygdomme kan også bringe forstyrrelser i kroppens temperaturregulering, hvilket kan føre til hypotermi.